# Huongolf
Der Huongolf (englisch Huon Gulf) ist ein großer Meereseinschnitt an der Ostküste von Neuguinea in Papua-Neuguinea, im ehemaligen Kaiser Wilhelms-Land von Deutsch-Neuguinea gelegen. Er wird im Norden von der Huon-Halbinsel begrenzt. Seine nördliche Einfahrt markiert Kap Cretin, die südliche Kap Longerue. Die ziemlich gleichmäßig verlaufende und sich vom Strand schnell erhebende Küste begrenzt im Norden die Rawlinsonkette, gegen Westen die Kuperkette u. a., welche zu etwa 600 m aufsteigen. Er ist nach dem französischen Entdecker Jean-Michel Huon de Kermadec benannt. Der Huongolf ist Teil der Salomonsee. Lae, die Hauptstadt der Morobe Province befindet sich an der nördlichen Küste des Golfes. In der Tiefe des Golfs, mithin in seiner nordwestlichen Ecke, mündet der Markhamfluß in die Markham Bay. Die Küsteninseln sind sämtlich klein und unbedeutend.
Der westlichste Teil des Huongolfs hieß zur deutschen Kolonialzeit Preußenreede.

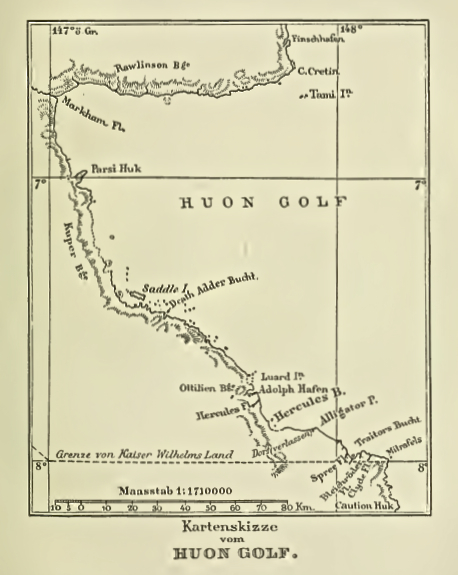
Historische Karte des Huongolfs von Otto Finsch (um 1888)